# 原硝酸盐
原硝酸盐（英語：Orthonitrate），化学式NO3−
4，是原硝酸的盐，发现于1977年。目前只发现两种原硝酸盐：原硝酸钠（Na3NO4）和原硝酸钾（K3NO4）。对应的酸原硝酸也称作正硝酸，是一种氮的含氧酸，化学式为H
3NO
4。由于原硝酸会脱水生成硝酸，目前还没有制得这种酸。原硝酸钠和原硝酸钾可以由对应的金属硝酸盐和金属氧化物在高温高压（数GPa）下反应而成。
{\displaystyle {\rm {\ NaNO_{3}+Na_{2}O\rightarrow Na_{3}NO_{4}}}}（银坩埚，300°C，7天）
原硝酸钠为白色晶体，对二氧化碳和水极敏感：
{\displaystyle {\rm {\ Na_{3}NO_{4}+CO_{2}{\xrightarrow {H_{2}O}}NaNO_{3}+Na_{2}CO_{3}}}}
原硝酸钠加热时分解：
{\displaystyle {\rm {\ 2Na_{3}NO_{4}{\xrightarrow {500^{o}C}}2NaNO_{2}+2Na_{2}O+O_{2}\uparrow }}}
原硝酸根离子具有正四面体构型，键长出乎意料地小，只有139pm。这说明N-O单键具有显著的极性相互作用，因为氮原子的d轨道（3d）能量太高几乎不能参与成键。这也说明解释磷酸根、硫酸根、高氯酸根离子键长缩短时无需引入d-pπ键的概念。